# 남궁계
남궁 계(南宮啓, ? ~ 1446년)는 조선 전기의 문신이다. 본관은 함열(咸悅)이다. 음서로 출사하여 좌명원종공신에 녹훈되고, 한성부윤(漢城府尹) 등을 역임하고 중추원부사(中樞院副使)에 이르렀다.

## 생애
문음(門蔭)으로 출사하여 3품에 올랐고, 1401년(태종 1) 좌명원종공신(佐命原從功臣) 3등에 책록되었다.
1413년(태종 13) 대호군(大護軍) 재직 중 순관(巡官)이 되어 신병을 칭하고 출사(出仕)하지 않은 점과 또 순찰 뒤에도 병조에 보고하지 않고 사제(私第)로 바로 돌아갔으며, 행순(行巡) 때 갑사(甲士)를 대행시킨 일로 병조로부터 치죄된 후 파직되었다.
다시 관직에 등용되어 1426년(세종 8) 정주목사(定州牧使) 재직 중 김도련(金道鍊)의 노비를 월권으로 차지한 사건으로 다시 파직되었다가 그 해 12월 판의주목사(判義州牧事)로 복직하였다.
1430년(세종 12) 동지총제(同知摠制) 재직 중 사헌부로부터 명나라 사신을 접대할 때에 아첨하였다는 탄핵을 받고 또 다시 파직되었다.
1435년(세종 17) 동지중추원사(同知中樞院事)가 되었다.
1436년 사은사(謝恩使)가 되어 명나라를 다녀온 후 한성부윤(漢城府尹)이 되었다.
1439년 4월에 전라도 도절제사(全羅道都節制使)로 나갔고, 12월에 경주부윤(慶州府尹)에 제수되었다.
1443년 중추원 부사(中樞院副使)에 이르렀다.
1446년 1월 22일 졸(卒)하자 세종이 부의(賻儀)를 내리고 조문(弔問)하였다.

## 가족
- 아버지 : 남궁우(南宮祐)
  - 부인 : 능성 구씨 - 구홍(具鴻)의 딸
    - 아들 : 남궁치(南宮致)
    - 사위 : 홍길경(洪吉經)